# Акчулак
Акчула́к (ранее — Ак-Чула́к, каз. Ақшолақ) — станция (тип населённого пункта) в Байзакском районе Жамбылской области Казахстана. Входит в состав Жанатурмысского сельского округа. Код КАТО — 313641200.

## География
Станция расположена в южной части Байзакского района на железнодорожной магистрали Турксиб близ автодороги A2, в 13 километрах к юго-востоку от административного центра сельского округа села Кокбастау, в 23 километрах к востоку от районного центра села Сарыкемер, и примерно в 30 километрах к востоку от областного центра города Тараз. Соседние населённые пункты: Жанатурмыс в 6,5 километрах к северо-западу от станции. Высота центра населённого пункта — 577 метров над уровнем моря.

## Население
| Численность населения | Численность населения | Численность населения |
| 1989                  | 1999                  | 2009                  |
| --------------------- | --------------------- | --------------------- |
| 467                   | ↗495                  | ↘295                  |